# خنده پس‌زمینه
خنده پس‌زمینه (انگلیسی: Laugh track) به یک حاشیه صوتی جدا گفته می‌شود که معمولاً برای مجموعه‌های کمدی استفاده می‌شود و شامل یک صدای خنده از پیش ضبط شده یا زنده است.